# Cosmas-und-Damian-Kirche (Wenigenlupnitz)

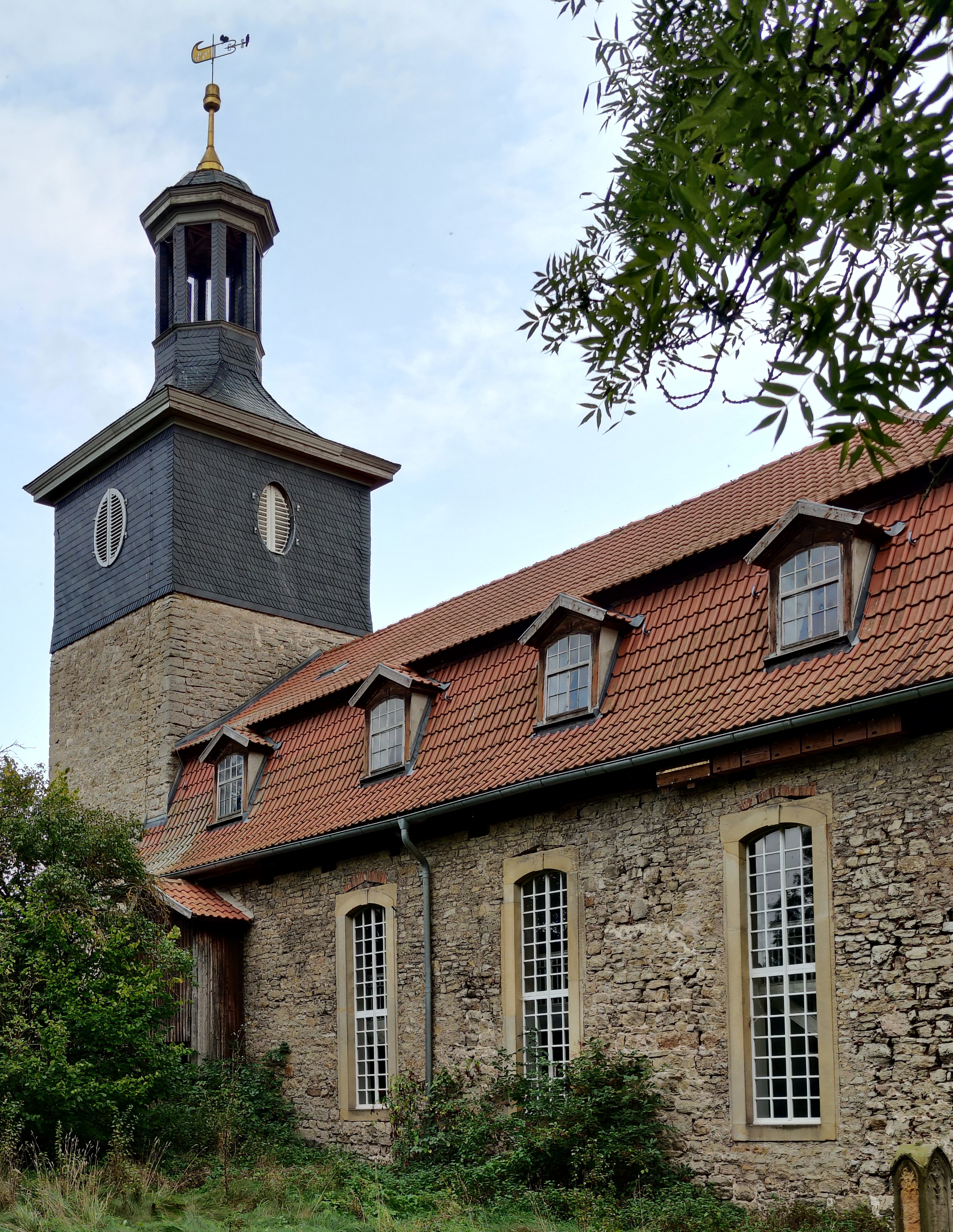
St.-Cosmas-und-Damian-Kirche

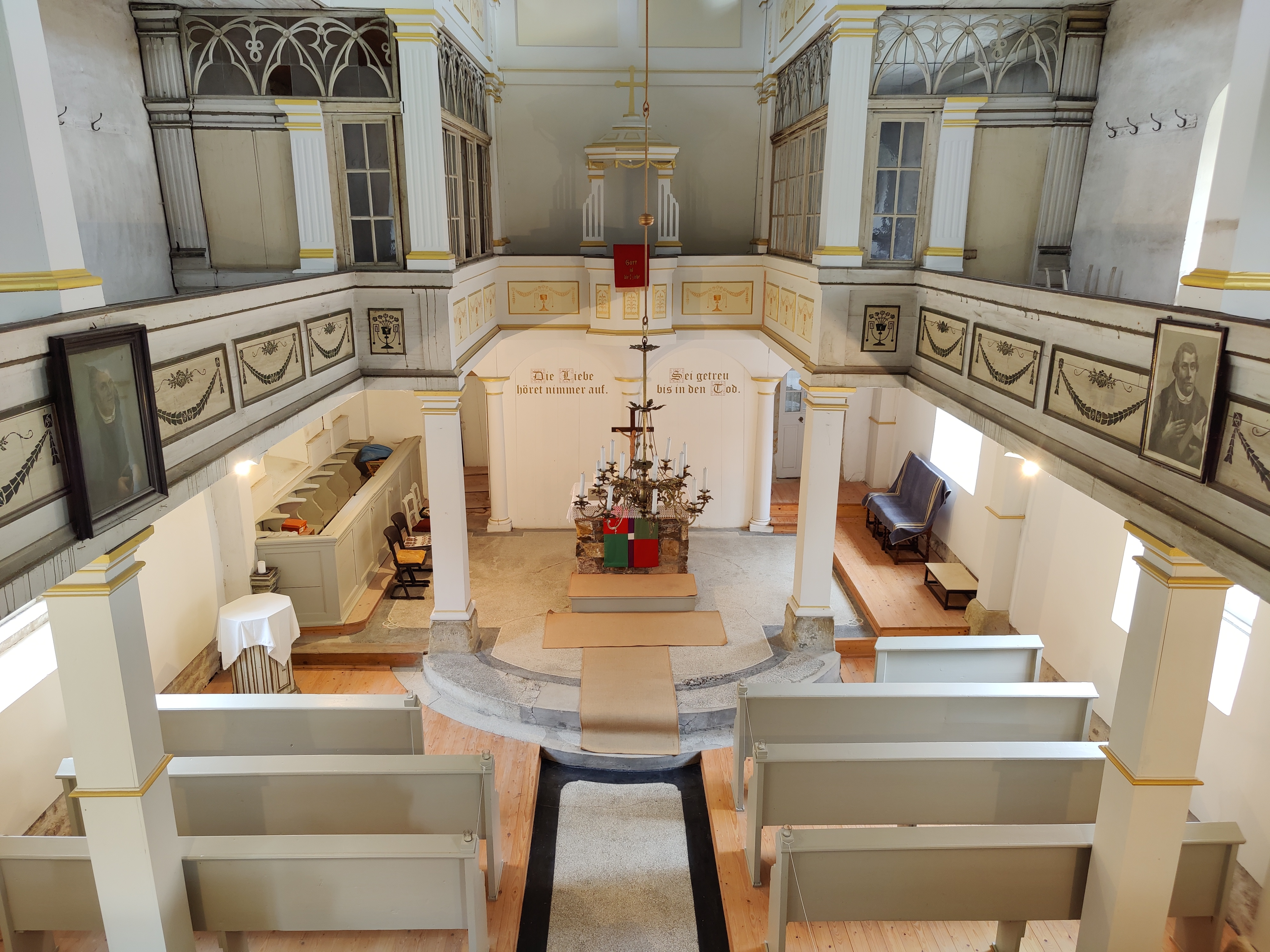
Innenraum, Blick nach Osten

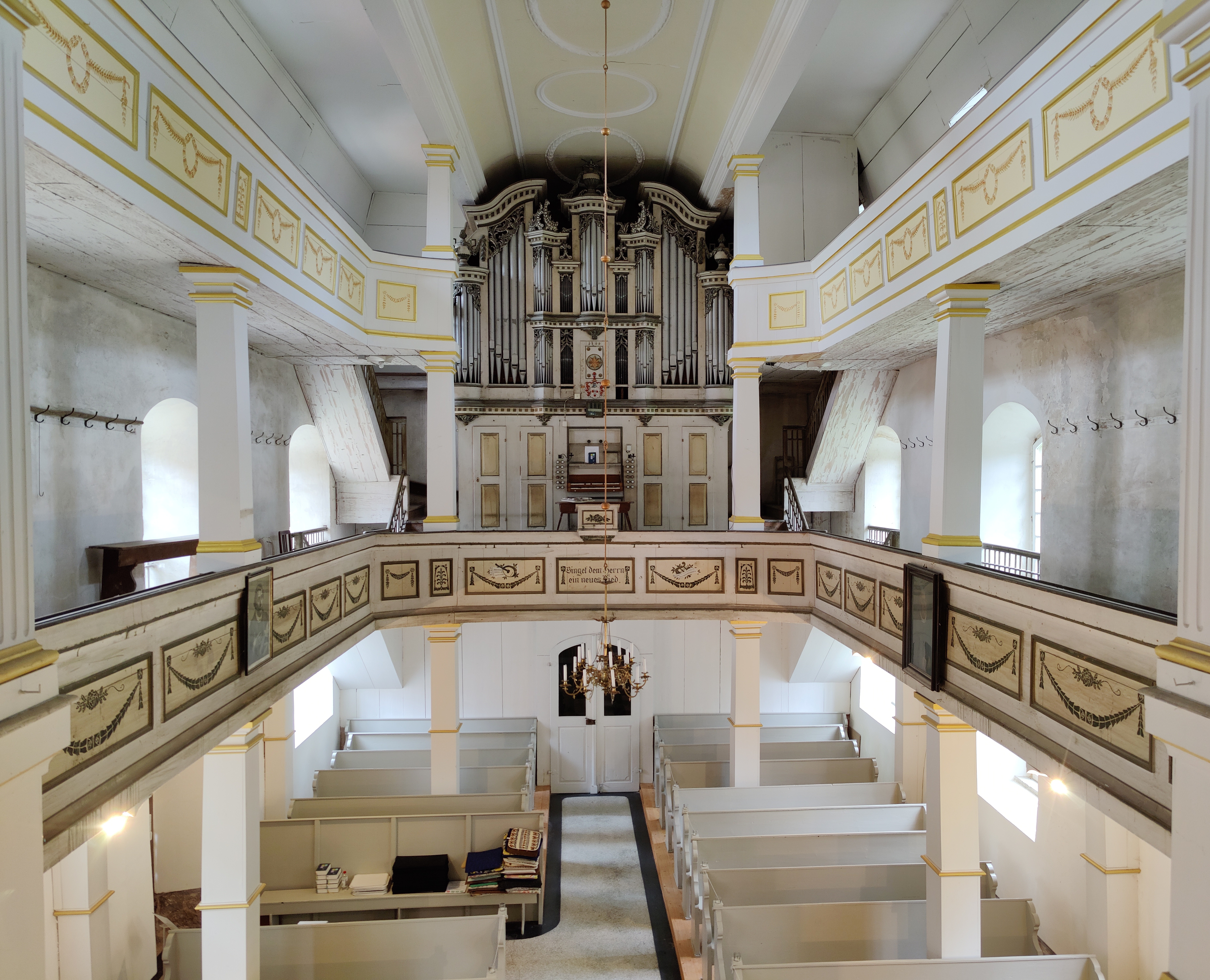
Innenraum, Blick nach Westen

Die nach Kosmas und Damian benannte evangelisch-lutherische denkmalgeschützte Cosmas-und-Damian-Kirche steht in Wenigenlupnitz, einem Ortsteil der thüringischen Gemeinde Hörselberg-Hainich im Wartburgkreis. Der Gemeindeteil Wenigenlupnitz der Kirchengemeinde Melborn gehört zum Pfarrbereich Melborn I im Kirchenkreis Eisenach-Gerstungen der Evangelischen Kirche in Mitteldeutschland.

## Beschreibung
Die Kirche wurde erstmals 1352 erwähnt. Die jetzige Saalkirche stammt von 1517, das Langhaus von 1796. Der leicht nach Norden versetzte Kirchturm besteht zum großen Teil aus Stein. Sein schiefergedecktes Obergeschoss hat ovale Klangarkaden. Er ist bedeckt mit einem Stumpf eines Pyramidendachs, auf dem eine offene Laterne mit einer Turmkugel sitzt. An den Turm ist die Sakristei angebaut. 
Der Innenraum hat zweigeschossige Emporen an den Langseiten des Kirchenschiffs. In den unteren Emporen zu beiden Seiten des Chors befinden sich auskragende, durch kannelierte toskanische Pilaster gegliederte Patronatslogen. Über vier Arkaden im Osten befindet sich eine eingeschossige Empore mit einer balkonartigen Kanzel.

## Orgel
Auf der Empore im Westen steht die Orgel mit 21 Registern, die auf zwei Manuale und Pedal verteilt sind. Sie wurde 1805–1809 von Johann-Markus Oestreich und Johann Georg Oestreich gebaut. 1836 folgte ein kleiner Umbau durch Johann Michael Holland und Friedrich Wilhelm Holland, die drei Register ersetzten und die Spielanlage erneuerten. Nach 1918 wurden die zu Kriegszwecken abgelieferten Prospektpfeifen aus Zinn durch Zinkpfeifen ersetzt. Die übrigen 17 Register von Oestreich sind erhalten. Die Orgel befindet sich derzeit in einem schlechten Zustand und ist nahezu unspielbar.
| I Hauptwerk C–f3 |    |
| Principal        | 8′ |
| Hohlflöte        | 8′ |
| Gedact           | 8′ |
| Violdigambe      | 8′ |
| Quintatön        | 8′ |
| Octave           | 4′ |
| Spitzflöte       | 4′ |
| Quinte           | 3′ |
| Mixtur IV        | 2′ |
| Cimbel II        |    |

| II Oberwerk C–f3 |    |
| Gedact           | 8′ |
| Flöt traverße    | 8′ |
| Salicional       | 8′ |
| Principal        | 4′ |
| Kleingedackt     | 4′ |
| Octave           | 2′ |
| Mixtur III       |    |
| Tremulant        |    |

| Pedal C–c1 |     |
| Subbaß     | 16′ |
| Violon     | 16′ |
| Octavenbaß | 8′  |
| Posaune    | 16′ |

- Koppeln: II/I, I/P
- Zimbelstern